# Lista över storstäder i Spanien
I Spanien finns 8 112 municipios, som fördelar sig över 50 provinser, samt enklaverna Ceuta och Melilla. Befolkningsuppgifterna anges per den 1 januari 2009, enligt Instituto Nacional de Estadística).
Av materialet framgår att:

Karta över Spaniens kommuner.

- Spanien har en befolkning på 46 745 807 invånare.
- Bara två kommuner har en befolkning som överstiger 1 miljon, och tillsammans utgör de 4 877 481 invånare: Madrid och Barcelona.
- 22 kommuner är större än 200 000 invånare, och samlar tillsammans totalt 9 007 993 invånare.
- 4 787 233 invånare bor i de 33 kommuner som har en befolkning av mellan 100 000 och 200 000 invånare.
- Det finns 83 kommuner som har en befolkning mellan 50 000 och 100 000 invånare, tillsammans har de 5 854 113 invånare.
- 249 kommuner, med en befolkning av tillsammans 7 312 406 personer, ligger mellan 20 000 och 50 000 invånare.
- 356 kommuner har en befolkning mellan 10 000 och 20 000 invånare, och utgör tillsammans 5 021 665 invånare.
- Återstående 7362 kommuner är mindre än 10 000 invånare:
  - Mellan 5 000 och 10 000 finns 554 kommuner, som tillsammans har 3 858 996 invånare.
  - Mellan 1 000 och 5 000 finns 1 948 kommuner, som tillsammans har 4 522 569 invånare.
  - Återstående 1 503 351 invånare fördelar sig på 4 860 kommuner med en befolkning på mindre än 1 000 invånare, 1 057 av dem har mindre än 100 invånare. Illán de Vacas (Toledo) är den minsta kommunen i Spanien, med endast 5 invånare.

## Huvudstäder och provinser i de autonoma regionerna
| Region              | Regionens huvudstad               | Provins                | Provinsens huvudstad   |
| ------------------- | --------------------------------- | ---------------------- | ---------------------- |
| Andalusien          | Sevilla                           | Almería                | Almería                |
| Andalusien          | Sevilla                           | Cádiz                  | Cádiz                  |
| Andalusien          | Sevilla                           | Córdoba                | Córdoba                |
| Andalusien          | Sevilla                           | Granada                | Granada                |
| Andalusien          | Sevilla                           | Huelva                 | Huelva                 |
| Andalusien          | Sevilla                           | Jaén                   | Jaén                   |
| Andalusien          | Sevilla                           | Málaga                 | Málaga                 |
| Andalusien          | Sevilla                           | Sevilla                | Sevilla                |
| Aragonien           | Zaragoza                          | Huesca                 | Huesca                 |
| Aragonien           | Zaragoza                          | Teruel                 | Teruel                 |
| Aragonien           | Zaragoza                          | Zaragoza               | Zaragoza               |
| Asturien            | Oviedo                            | Asturien               | Oviedo                 |
| Balearerna          | Palma de Mallorca                 | Balearerna             | Palma de Mallorca      |
| Baskien             | Vitoria                           | Álava                  | Vitoria                |
| Baskien             | Vitoria                           | Guipúzcoa              | San Sebastián          |
| Baskien             | Vitoria                           | Vizcaya                | Bilbao                 |
| Kanarieöarna        | Santa Cruz de Tenerife Las Palmas | Santa Cruz de Tenerife | Santa Cruz de Tenerife |
| Kanarieöarna        | Santa Cruz de Tenerife Las Palmas | Las Palmas             | Las Palmas             |
| Kantabrien          | Santander                         | Kantabrien             | Santander              |
| Katalonien          | Barcelona                         | Barcelona              | Barcelona              |
| Katalonien          | Barcelona                         | Girona                 | Girona                 |
| Katalonien          | Barcelona                         | Lleida                 | Lleida                 |
| Katalonien          | Barcelona                         | Tarragona              | Tarragona              |
| Kastilien-La Mancha | Toledo                            | Albacete               | Albacete               |
| Kastilien-La Mancha | Toledo                            | Ciudad Real            | Ciudad Real            |
| Kastilien-La Mancha | Toledo                            | Cuenca                 | Cuenca                 |
| Kastilien-La Mancha | Toledo                            | Guadalajara            | Guadalajara            |
| Kastilien-La Mancha | Toledo                            | Toledo                 | Toledo                 |
| Kastilien och León  | Valladolid                        | Ávila                  | Ávila                  |
| Kastilien och León  | Valladolid                        | Burgos                 | Burgos                 |
| Kastilien och León  | Valladolid                        | León                   | León                   |
| Kastilien och León  | Valladolid                        | Palencia               | Palencia               |
| Kastilien och León  | Valladolid                        | Salamanca              | Salamanca              |
| Kastilien och León  | Valladolid                        | Segovia                | Segovia                |
| Kastilien och León  | Valladolid                        | Soria                  | Soria                  |
| Kastilien och León  | Valladolid                        | Valladolid             | Valladolid             |
| Kastilien och León  | Valladolid                        | Zamora                 | Zamora                 |
| Extremadura         | Mérida                            | Badajoz                | Badajoz                |
| Extremadura         | Mérida                            | Cáceres                | Cáceres                |
| Galicien            | Santiago de Compostela            | La Coruña              | La Coruña              |
| Galicien            | Santiago de Compostela            | Lugo                   | Lugo                   |
| Galicien            | Santiago de Compostela            | Orense                 | Orense                 |
| Galicien            | Santiago de Compostela            | Pontevedra             | Pontevedra             |
| La Rioja            | Logroño                           | La Rioja               | Logroño                |
| Madrid              | Madrid                            | Madrid                 | Madrid                 |
| Murcia              | Murcia                            | Murcia                 | Murcia                 |
| Navarra             | Pamplona                          | Navarra                | Pamplona               |
| Valencia            | Valencia                          | Alicante               | Alicante               |
| Valencia            | Valencia                          | Castellón              | Castellón de la Plana  |
| Valencia            | Valencia                          | Valencia               | Valencia               |

## Autonoma städer
- Ceuta, Afrika
- Melilla, Afrika

## Lista över Spaniens största städer
Detta är en lista över spanska städer med mer än 75 000 invånare, enligt officiell statistik från Instituto Nacional de Estadística den 1 januari 2013.
| Nr | Stad                       | Autonom region            | Invånare (2013) |
| -- | -------------------------- | ------------------------- | --------------- |
| 1  | Madrid                     | Madrid                    | 3 207 247       |
| 2  | Barcelona                  | Katalonien                | 1 611 822       |
| 3  | Valencia                   | Valencia (autonom region) | 729 303         |
| 4  | Sevilla                    | Andalusien                | 700 169         |
| 5  | Zaragoza                   | Aragonien                 | 682 004         |
| 6  | Málaga                     | Andalusien                | 568 479         |
| 7  | Murcia                     | Murcia                    | 438 246         |
| 8  | Palma de Mallorca          | Balearerna                | 398 162         |
| 9  | Las Palmas de Gran Canaria | Kanarieöarna              | 383 050         |
| 10 | Bilbao                     | Baskien                   | 349 356         |
| 11 | Alicante                   | Valencia (autonom region) | 335 052         |
| 12 | Córdoba                    | Andalusien                | 328 704         |
| 13 | Valladolid                 | Kastilien och León        | 309 714         |
| 14 | Vigo                       | Galicien                  | 296 479         |
| 15 | Gijón                      | Asturien                  | 275 274         |
| 16 | L'Hospitalet               | Katalonien                | 254 056         |
| 17 | A Coruña                   | Galicien                  | 245 923         |
| 18 | Vitoria-Gasteiz            | Baskien                   | 241 386         |
| 19 | Granada                    | Andalusien                | 237 818         |
| 20 | Elche                      | Valencia (autonom region) | 230 224         |
| 21 | Oviedo                     | Asturien                  | 225 089         |
| 22 | Badalona                   | Katalonien                | 219 708         |
| 23 | Cartagena                  | Murcia                    | 217 641         |
| 24 | Terrassa                   | Katalonien                | 215 055         |
| 25 | Jerez de la Frontera       | Andalusien                | 211 670         |
| 26 | Sabadell                   | Katalonien                | 207 649         |
| 27 | Santa Cruz de Tenerife     | Kanarieöarna              | 206 593         |
| 28 | Móstoles                   | Madrid                    | 206 451         |
| 29 | Alcalá de Henares          | Madrid                    | 204 823         |
| 30 | Fuenlabrada                | Madrid                    | 197 520         |
| 31 | Pamplona                   | Navarra                   | 196 955         |
| 32 | Almería                    | Andalusien                | 192 697         |
| 33 | Leganés                    | Madrid                    | 186 995         |
| 34 | San Sebastián              | Baskien                   | 186 500         |
| 35 | Castellón de la Plana      | Valencia (autonom region) | 180 185         |
| 36 | Burgos                     | Kastilien och León        | 179 097         |
| 37 | Santander                  | Kantabrien                | 177 123         |
| 38 | Albacete                   | Kastilien-La Mancha       | 172 693         |
| 39 | Getafe                     | Madrid                    | 172 526         |
| 40 | Alcorcón                   | Madrid                    | 169 773         |
| 41 | Logroño                    | La Rioja (autonom region) | 153 066         |
| 42 | La Laguna                  | Kanarieöarna              | 151 718         |
| 43 | Badajoz                    | Extremadura               | 150 621         |
| 44 | Salamanca                  | Kastilien och León        | 149 528         |
| 45 | Huelva                     | Andalusien                | 148 101         |
| 46 | Marbella                   | Andalusien                | 142 018         |
| 47 | Lleida                     | Katalonien                | 139 809         |
| 48 | Tarragona                  | Katalonien                | 133 545         |
| 49 | León                       | Kastilien och León        | 130 601         |
| 50 | Dos Hermanas               | Andalusien                | 129 719         |
| 51 | Parla                      | Madrid                    | 125 634         |
| 52 | Mataró                     | Katalonien                | 124 099         |
| 53 | Torrejón de Ardoz          | Madrid                    | 123 761         |
| 54 | Cádiz                      | Andalusien                | 122 990         |
| 55 | Santa Coloma de Gramanet   | Katalonien                | 120 029         |
| 56 | Jaén                       | Andalusien                | 116 176         |
| 57 | Algeciras                  | Andalusien                | 114 277         |
| 58 | Alcobendas                 | Madrid                    | 112 196         |
| 59 | Orense                     | Galicien                  | 107 542         |
| 60 | Reus                       | Katalonien                | 106 790         |
| 61 | Torrevieja                 | Valencia (autonom region) | 105 205         |
| 62 | Telde                      | Kanarieöarna              | 102 170         |
| 63 | Baracaldo                  | Baskien                   | 100 502         |
| 64 | Lugo                       | Galicien                  | 98 761          |
| 65 | Girona                     | Katalonien                | 97 292          |
| 66 | San Fernando               | Andalusien                | 96 361          |
| 67 | Santiago de Compostela     | Galicien                  | 96 041          |
| 68 | Cáceres                    | Extremadura               | 95 925          |
| 69 | Lorca                      | Murcia                    | 92 718          |
| 70 | Las Rozas                  | Madrid                    | 91 806          |
| 71 | Coslada                    | Madrid                    | 91 425          |
| 72 | Orihuela                   | Valencia (autonom region) | 91 260          |
| 73 | El Puerto de Santa María   | Andalusien                | 89 142          |
| 74 | Talavera de la Reina       | Kastilien-La Mancha       | 88 548          |
| 75 | Roquetas de Mar            | Andalusien                | 87 868          |
| 76 | Cornellà de Llobregat      | Katalonien                | 86 687          |
| 77 | Sant Cugat del Vallès      | Katalonien                | 86 108          |
| 78 | Mijas                      | Andalusien                | 85 600          |
| 79 | Guadalajara                | Kastilien-La Mancha       | 84 504          |
| 80 | Pozuelo de Alarcón         | Madrid                    | 84 474          |
| 81 | Ceuta                      | Ceuta                     | 84 180          |
| 82 | Melilla                    | Melilla                   | 83 679          |
| 83 | Toledo                     | Kastilien-La Mancha       | 83 593          |
| 84 | Sant Boi de Llobregat      | Katalonien                | 83 403          |
| 85 | El Ejido                   | Andalusien                | 82 983          |
| 86 | Pontevedra                 | Galicien                  | 82 934          |
| 87 | Avilés                     | Asturien                  | 82 568          |
| 88 | Chiclana de la Frontera    | Andalusien                | 82 212          |
| 89 | San Sebastián de los Reyes | Madrid                    | 82 090          |
| 90 | Arona                      | Kanarieöarna              | 80 987          |
| 91 | Torrente                   | Valencia (autonom region) | 80 759          |
| 92 | Palencia                   | Kastilien och León        | 80 649          |
| 93 | Guecho                     | Baskien                   | 79 839          |
| 94 | Gandía                     | Valencia (autonom region) | 78 543          |
| 95 | Rivas-Vaciamadrid          | Madrid                    | 78 133          |
| 96 | Fuengirola                 | Andalusien                | 77 397          |
| 97 | Vélez-Málaga               | Andalusien                | 76 911          |
| 98 | Manresa                    | Katalonien                | 76 170          |